# 한-흉노 전쟁
한-흉노 전쟁(漢-匈奴戰爭)은 기원전 133년부터 기원후 89년까지 한나라가 북방의 흉노와 벌인 전쟁이다. 기원전 200년 백등산 포위전에서 한고제가 흉노의 묵돌선우에게 패하여 한 고조와 흉노는 서로 형제 관계의 화친을 맺었었다. 기원전 141년에 등극한 한무제는 흉노와의 외교를 파기하고 공격적 태세를 취했다. 기원전 139년 장건을 서역 월지국에 파견한 한 무제는 비단길을 개척한 후, 오르도스고원, 하서주랑, 고비 사막 방면으로 대규모의 원정군을 파견했고, 승리를 거두어 이 일대에서 흉노를 축출했다.
이후 한의 공격은 서역으로 향해 누란을 비롯한 중앙아시아의 여러 소국들에 대한 지배권을 흉노에게서 빼앗았고, 동쪽으로도 고조선을 비롯한 흉노에 우호적인 소국들을 멸하거나 속국화했다. 기원후 58년 제1차 흉노 분열 때 동흉노의 호한야선우가 한에게 도움을 요청하여 서흉노를 멸함으로써 한은 흉노에 대한 우위를 확보하였다. 제2차 분열 이후인 89년 한을 적대하던 북흉노가 멸망함으로써 220년간의 한흉전쟁은 한의 승리로 끝났다. 이후 흉노는 과거 묵돌선우 시기의 영광을 다시는 회복하지 못했고, 새로운 유목제국 선비에게 대초원을 빼앗기고 오르도스 지역의 소국으로 전락한다.
남흉노는 한의 속국이 되어 120여년을 더 지속하면서 저항을 시도했으나 후한말 때 지지시축후선우가 조조에게 대패하고 216년 음력 7월 마지막 선우 호주천이 조조에게 항복, 위나라 수도 업성에 입궐하여 관직을 하사받음으로써 국가로서의 흉노는 소멸한다. 이후 조조는 흉노를 오부로 정리하고 호주천의 숙부 거비와 조카 유표가 다스리게 했다.

## 같이 보기
- 이릉
- 사마천
- 소무 (전한)

1. 1 2 3 4  Graff 2002, 40쪽.
2. ↑  Graff 2002, 39, 40쪽.